# 小行星3335
小行星3335，又称为泉州星，是由紫金山天文台在1966年1月1日发现的主带小行星。
小行星3335以福建省的城市泉州市命名。